# Telerradiologia
Telerradiologia se destaca como uma das especialidades da telemedicina e se define como a utilização das tecnologias de informação e meios de comunicação disponíveis com o objetivo de permitir o diagnóstico à distância (telediagnóstico), emitir uma segunda-opinião especializada (teleconsultoria), através do envio digital das imagens, ou até participar efetivamente do Ensino a Distância nas partes de Residência Médica, Graduação ou Pós-graduação.

## Histórico no Brasil
No Brasil, as ações em telerradiologia vêm sendo realizadas desde a década de 90, de forma tímida, se intensificando no final da década de 00 e começo da década de 10, com a fundação das primeiras empresas profissionais de telerradiologia.
Um país com dimensões continentais, no entanto, tem muito a ganhar com a formação e a consolidação de redes colaborativas integradas de assistência médica a distância.
Benefícios como a redução dos custos com transportes e comunicações e a possibilidade de levar a medicina especializada a regiões remotas e carentes do país fazem enorme diferença.

## Vantagens
Nesse cenário uma grande vantagem é sua aplicação no auxilio diagnóstico a pequenas comunidades em regiões geográficas e/ou sócio-culturais distantes dos grandes centros urbanos, além de clínicas/hospitais, carentes de mão-de-obra ou de segundas opiniões em casos específicos, podendo utilizar pessoal qualificado e especializado que normalmente estão concentrados nos grandes centros.

## Atualidade da matéria...
Muitos estudos foram feitos para avaliar os prós e contras dessa nova forma de encarar a radiologia e já há abundante evidência científica que demonstra a efetividade clínica e a boa correlação custo-benefício contribuindo cada vez mais para sua aceitabilidade como prática rotineira no diagnóstico por imagem.  
Há dados recentes1 que comprovam que hospitais e clínicas que utilizavam telerradiologia possuíam uma capacidade para realização de exames cerca de 30% maior quando comparados com serviços que não utilizavam telerradiologia.
Este é um dos motivos que fez com que cerca de 55% dos hospitais e clínicas norte-americanos utilizem telerradiologia hoje em dia2.

## Regulamentação da telerradiologia
No dia 19 de janeiro de 2009, o Conselho Federal de Medicina (CFM), por meio da Resolução CFM nº 1.890, regulou e normatizou a utilização da transmissão eletrônica de imagens.
Em 17 de dezembro de 2014 foi editada uma atualização da legislação com a Resolução CFM nº 2.107/14, que avançou na regulamentação da prática da telerradiologia principalmente em três pontos:
1. a determinação de que os responsáveis pela transmissão de exames e pelos laudos emitidos a distância devem ser obrigatoriamente médicos especialistas em Radiologia e Diagnóstico por Imagem (com esta especialidade registrada no CRM, exceto para exames de radiologia geral não-contrastada e mamografia;
2. proibição da prática da telerradiologia para exames ultrassonográficos e;
3. o estabelecimento de que serviços de telerradiologia só podem ser oferecidos por empresas legalmente constituídas no Brasil.[1]

Apesar de ser um importante passo nesse sentido, ainda observamos uma ausência de exigências sobre a segurança de transmissão de dados e imagens confidenciais dos pacientes.